# Jacques Raymond

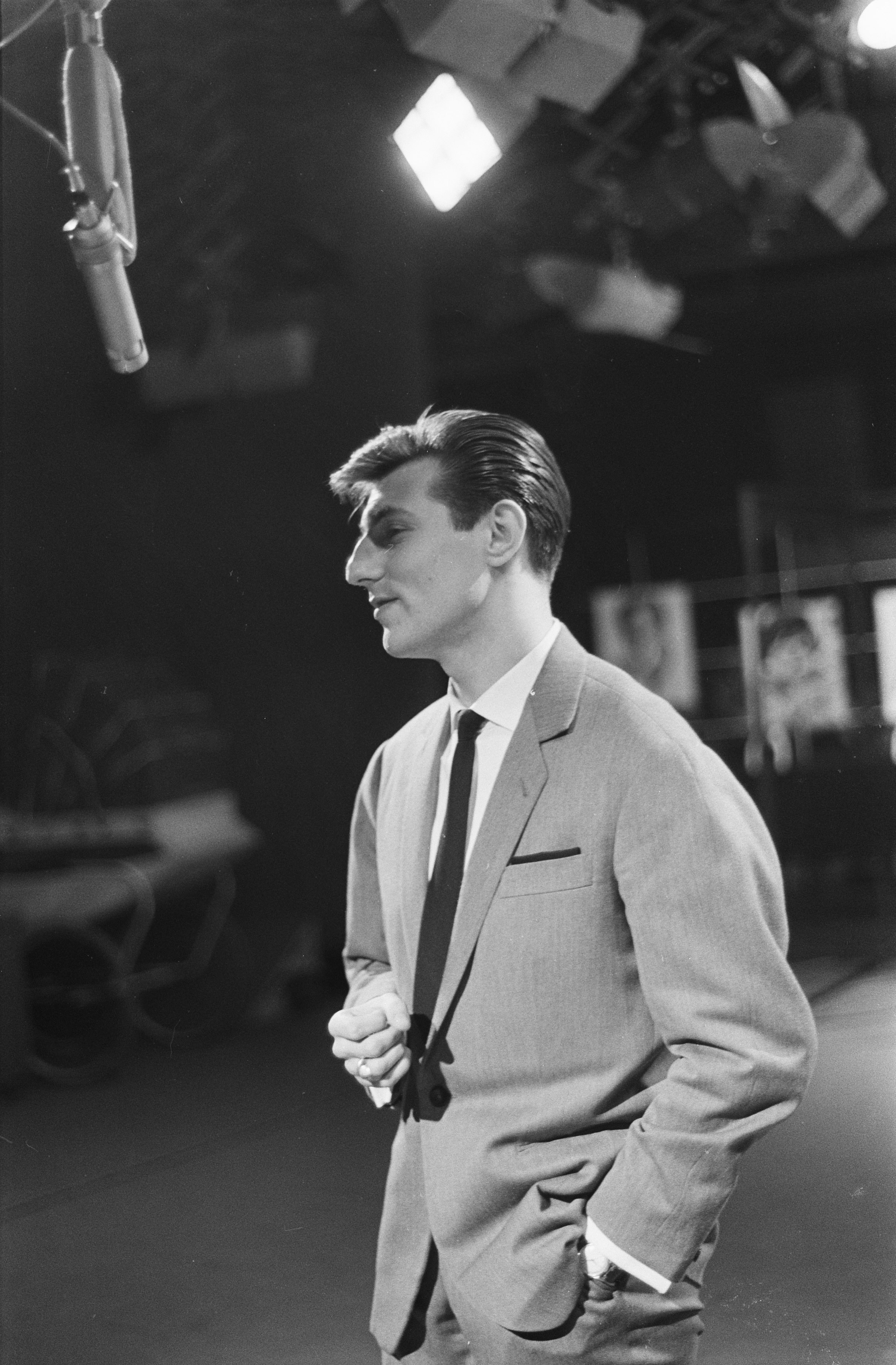
Jacques Raymond (1963)

Jacques Raymond (Temse, 13 de outubro de 1938) é um cantor belga. 
Raymond representou a Bélgica no Festival Eurovisão da Canção 1963 com a canção "Waarom?". No Festival Eurovisão da Canção 1971, representou juntamente com Lily Castell novamente o seu país natal com o tema  "Goeiemorgen, Morgen" ,devido ao fa(c)to do duo Nicole & Hugo estarem doentes.

## Discogrfiay
- Goeiemorgen, morgen
- Waarom
- Heel veel liefs in early ziens
- Ik blijf op jou wachten
- Klappen in handen
- Jouw good-bye
- Onder ' T groen van of bomen
- You' Re so simpatico
- Slotakkoord
- Permettete, signorina
- Tannia